# Меличян
Меличя́н (также Меличан) — река в Олёкминском районе Якутии (Россия), правый приток Бирюка. Длина реки составляет 144 км (от истока Аччыгый-Меличяна — 206 км), площадь водосборного бассейна — 4890 км². 
Река образуется слиянием рек Улахан-Меличян и Аччыгый-Меличян в центральной части Приленского плато, на высоте более 241 м над уровнем моря. В верховьях и в среднем течении течёт преимущественно на юг, после впадения реки Дюкте поворачивает на юго-восток. В основном протекает по сосново-лиственничной холмистой тайге. Река активно меандрирует. Населённых пунктов на реке нет. Впадает в Бирюк в 48 км от его устья по правому берегу, на высоте 178 м над уровнем моря. Ширина в нижнем течении — 42 м при глубине 1,5 м; скорость течения в низовьях — 0,8 м/с. 

## Основные притоки
Указаны поименованные притоки длиной 30 км и более.
| Название                    | Расстояние от устья | Длина | Положение |
| --------------------------- | ------------------- | ----- | --------- |
| Диринг-Юрях (Тарынг-Юрях)   | 35                  | 50    | левый     |
| Дюкте                       | 97                  | 77    | правый    |
| Эбе-Сиене                   | 109                 | 44    | правый    |
| Аччыгый-Меличян (Арга-Сала) | 144                 | 62    | левый     |
| Улахан-Меличян              | 144                 | 45    | правый    |

## Данные водного реестра
По данным государственного водного реестра России и геоинформационной системы водохозяйственного районирования территории РФ, подготовленной Федеральным агентством водных ресурсов:
- Бассейновый округ — Ленский
- Речной бассейн — Лена
- Речной подбассейн — Лена между впадением рек Витима и Олёкмы
- Водохозяйственный участок — Лена от водомерного поста села Мача до устья реки Олёкмы
- Код водного объекта — 18030300312117200008824